# François Toussaint Gros
Pour les articles homonymes, voir François Gros et Gros.

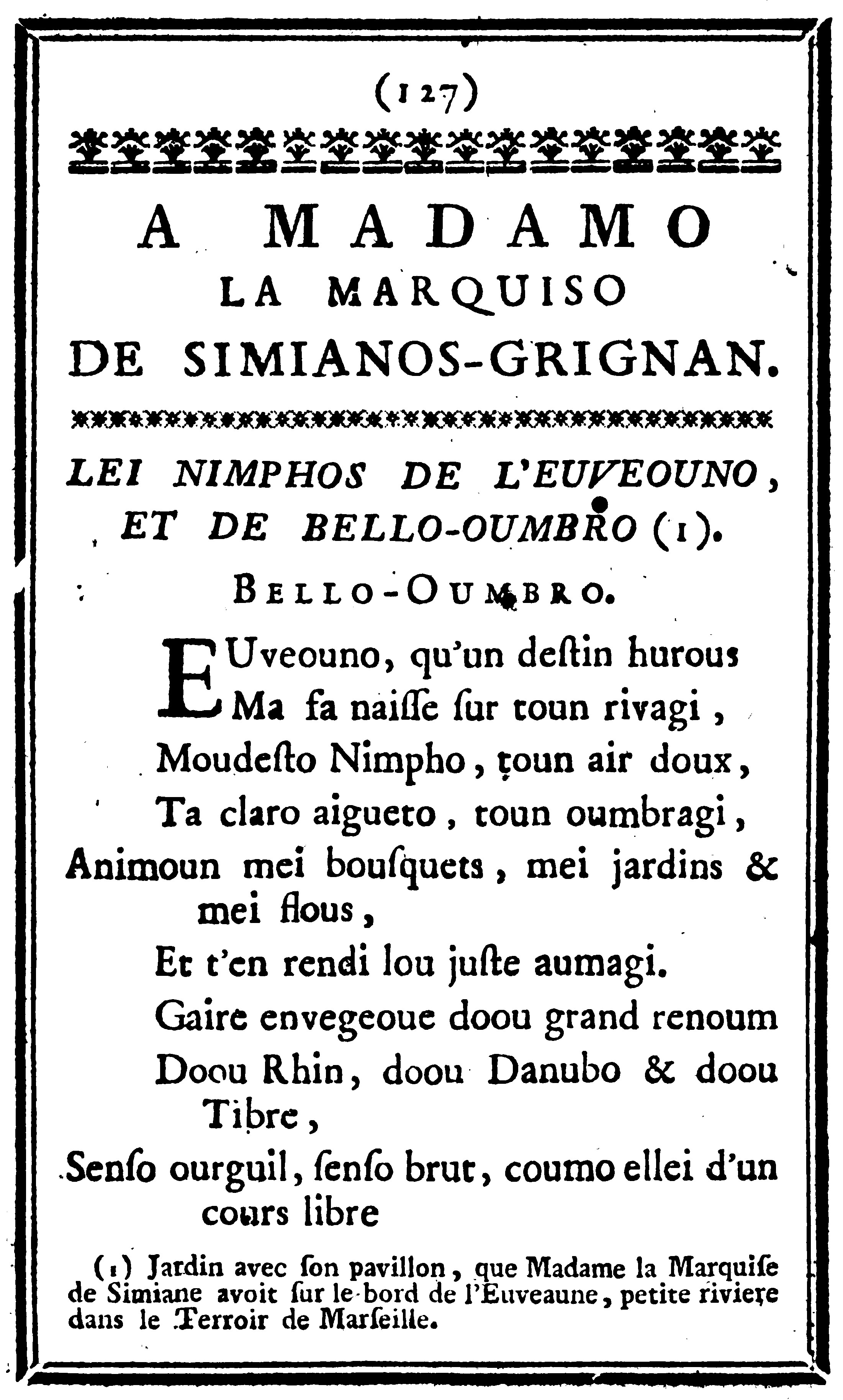
Dédicace à son amie la Marquise Pauline de Simane

François Toussaint Gros en  provençal Francés Toussaint Gros, (Marseille, 1698 - Lyon, 1748) est un écrivain provençal de langue d'oc.

## Vie
Gros naquit et étudia à Marseille pour devenir prêtre, mais il ne prononça jamais ses vœux. En Provence, il fut ami de la marquise Pauline de Simiane, petite-fille de la Marquise de Sévigné. Il vécut à Paris, où il se maria et eut des enfants. Il mourut à Lyon, où il exerçait la fonction administrative de fermier.

## Éditions en ligne
- Recuil de pouesiés prouvençalos, Seconde édition, 1763.
- Œuvres complètes, 1841.

## Voir aussi

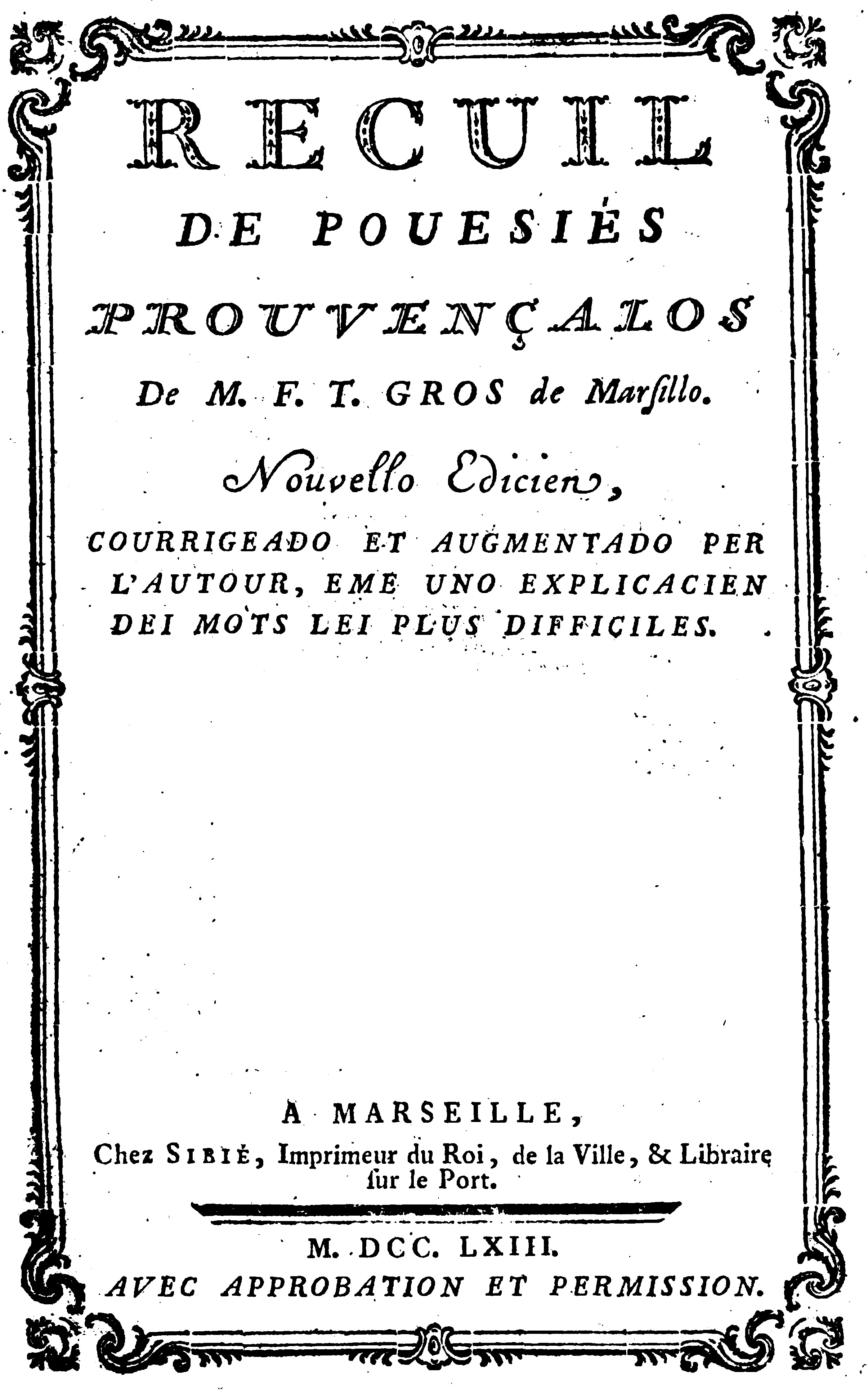
Ediction de 1763